# Pittové

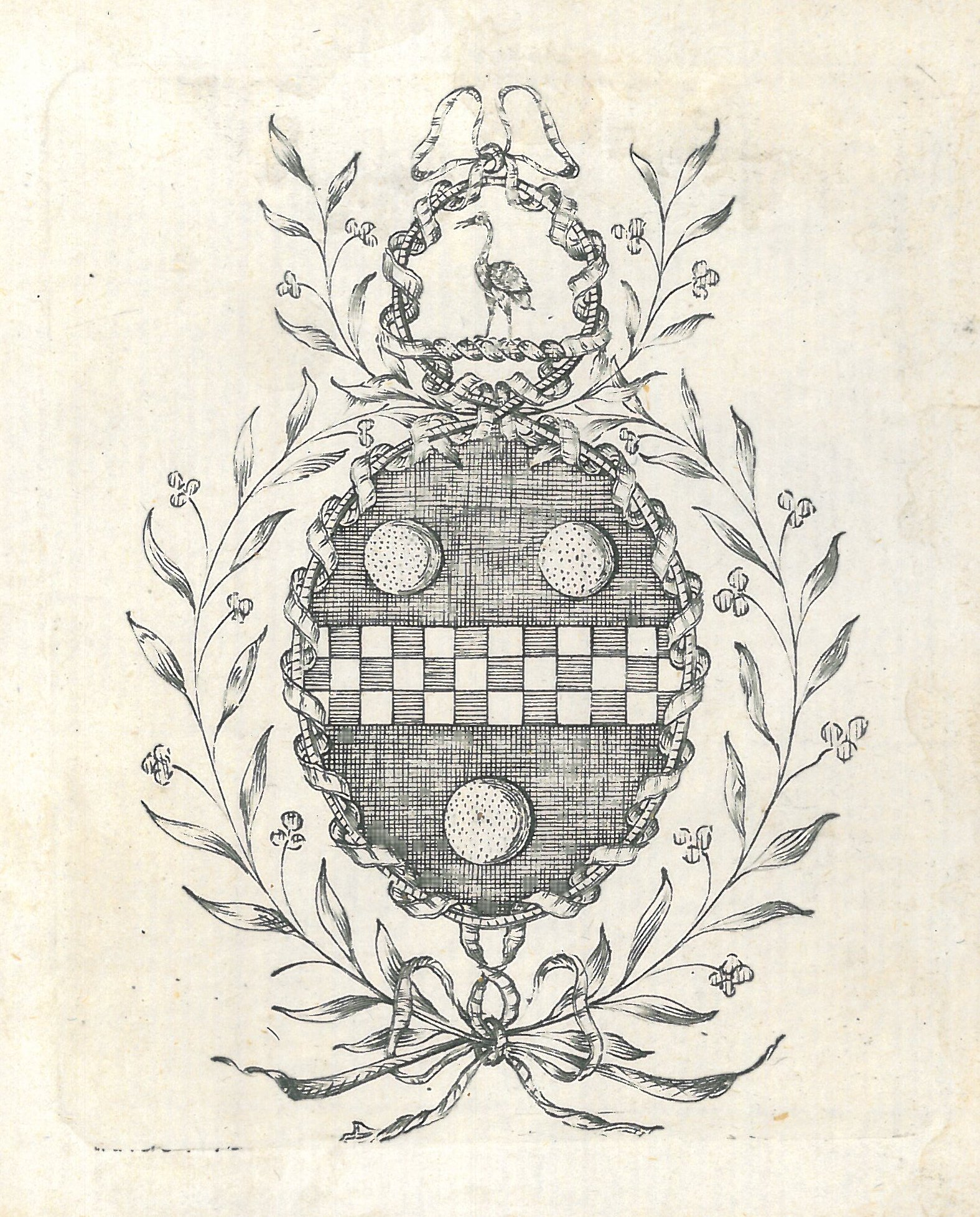
Erb rodu Pittů

Pittové byli anglický šlechtický rod, z nějž se v 18. století stala vlivná politická dynastie. Původně obchodnická rodina se v 16. a 17. století vypracovala mezi drobnou statkářskou šlechtu, poté Pittové značně zbohatli v koloniích a v 18. století ve čtyřech liniích získali čtyřikrát titul peer. Nejvýznamnějšími členy rodu byli otec a syn William Pitt starší a William Pitt mladší. Ve Velké Británii rod vymřel v roce 1835.

## Dějiny rodu
Rodina Pittů se připomíná přibližně od 14. století, v nejstarších dobách se uvádějí také pod jmény Pitts nebo Pyte. Členové rodu jsou doloženi jako vojáci a obchodníci, do šlechtického stavu byl poprvé povýšen William Pitt (1559–1635), který zasedal v Dolní sněmovně a působil u královského dvora.

### Thomas Pitt a diamant Regent

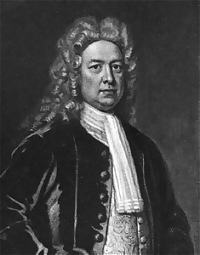
Thomas Pitt (1653–1726), guvernér v Madrasu

Thomas Pitt (1653–1726) od mládí působil ve Východoindické společnosti a byl také dlouholetým členem Dolní sněmovny. V letech 1698–1709 byl guvernérem v Madrasu, kde od indického obchodníka zakoupil v roce 1702 diamant nalezený krátce předtím v dolech u řeky Krišna. Thomasův syn Robert Pitt (1680–1727) převezl diamant do Londýna ukrytý v botě. Po vybroušení do dnešní podoby se Pittové snažili prodat diamant různým panovnickým rodům, až nakonec v roce 1717 jej za 135 000 liber koupil francouzský regent Filip Orleánský pro krále Ludvíka XV. Od té doby nese diamant jméno Regent, stal se součástí francouzských korunovačních klenotů a nyní je uložen v Louvru. Prodej diamantu Regent umožnil Thomasu Pittovi zakoupit pozemky v Cornwallu a Berkshire.

### William Pitt starší a mladší
V 17. a 18. století zasedalo v Dolní sněmovně celkem 25 Pittů, řada z nich zastávala i nižší státní úřady, hodnosti v armádě a posty ve správě kolonií. Mezi nejvýznamnější aristokracii Velké Británie pozvedl rodinu William Pitt starší (1708–1778), syn výše uvedeného Roberta Pitta. Od mládí vynikal jako řečník na půdě Dolní sněmovny a zastával řadu vládních funkcí. I když nikdy nebyl ministerským předsedou, v letech 1766–1768 jako lord strážce tajné pečeti měl takový vliv, že v literatuře se často uvádí jako premiér. Jeho syn William Pitt mladší (1759–1806) byl v britské historii druhým nejdéle úřadujícím premiérem (1783–1801 a 1804–1806).

### Šlechtické tituly v rodině Pittů

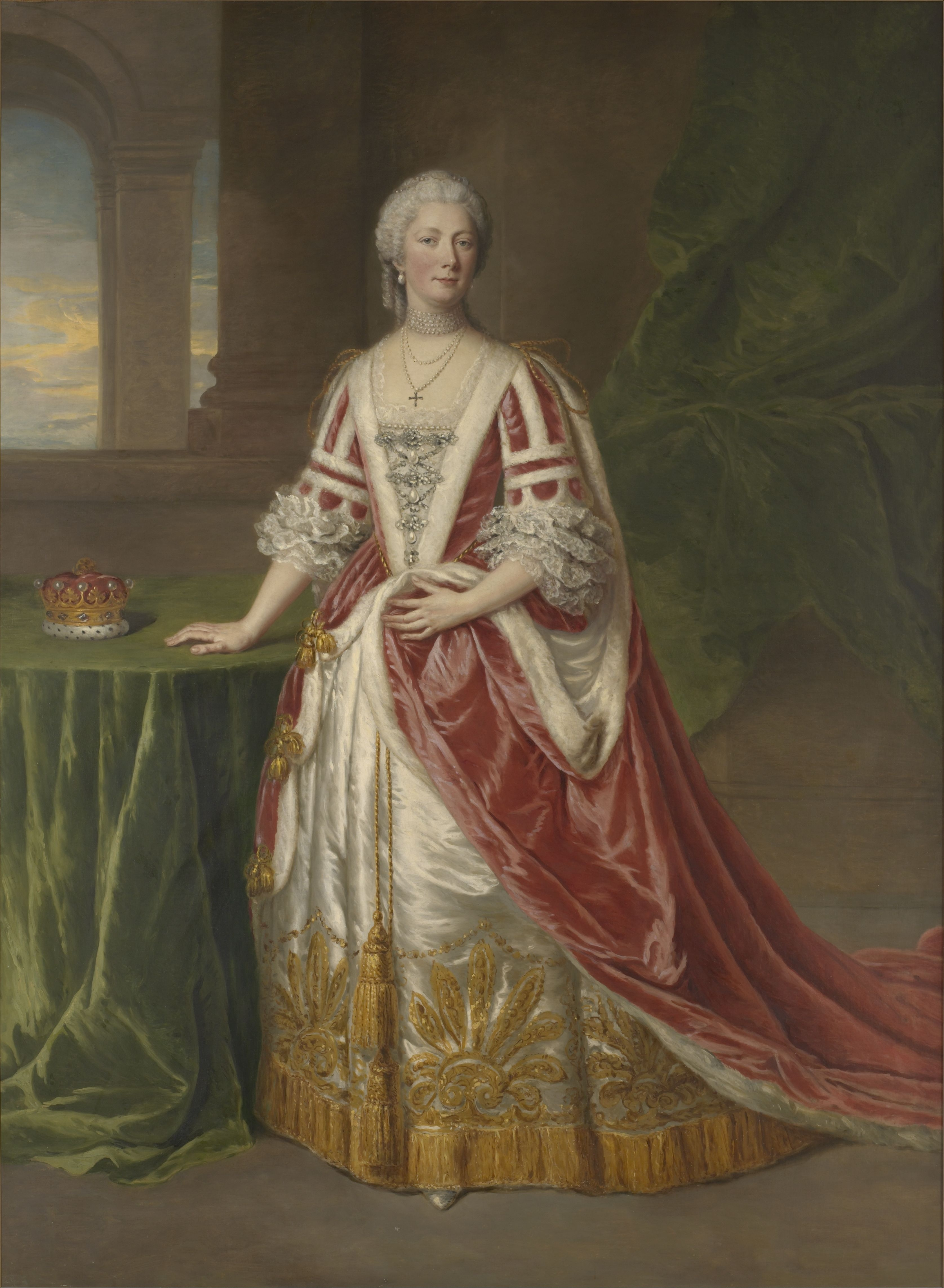
Hester Pitt, hraběnka z Chathamu (1721–1803), manželka Williama Pitta staršího

Prvním peerem z rodu Pittů se stal Thomas Pitt mladší (1688–1729), syn madraského guvernéra Thomase Pitta. Sňatkem se spříznil s rodem Ridgewayů, jemuž náležel titul hrabat z Londonderry. Po vymření Ridgewayů se v roce 1726 stal Thomas Pitt hrabětem z Londonderry (titul platil pouze pro Irsko, takže s ním nebylo spojeno členství ve Sněmovně lordů). William Pitt starší byl v roce 1766 povýšen na hraběte z Chathamu. Jeho synovec Thomas Pitt (1736–1793), dlouholetý poslanec, vstoupil do Sněmovny lordů v roce 1784 jako baron z Camelfordu. Jejich vzdálený příbuzný, diplomat a poslanec George Pitt (1721–1803), získal v roce 1776 titul barona Riverse. Všechny čtyři tituly zanikly v rodině Pittů během 18. a 19. století, posledním Pittem v Anglii byl John Pitt, 2. hrabě z Chathamu (1756–1835).

## Rodová sídla

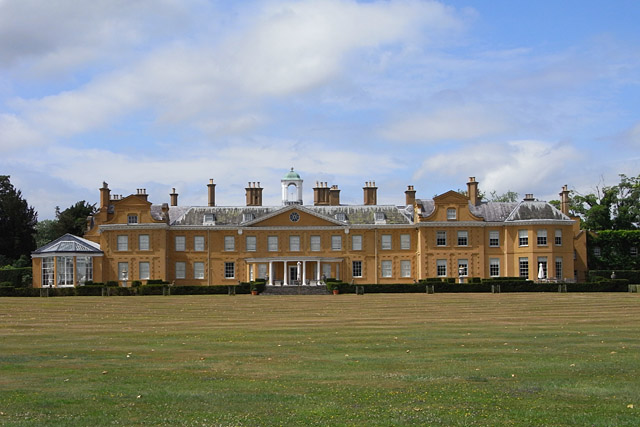
Stratfield Saye House, hlavní sídlo Pittů v letech 1629–1817

Nejvýznamnějším sídlem v majetku Pittů byl zámek Stratfield Saye House v hrabství Hampshire. Zdejší panství koupil v roce 1629 poslanec Edward Pitt (1592–1643) za 4800 liber. Jeho otec William (1559–1635) hned v roce 1630 přistoupil k přestavbě zámku. I když byl zámek upravován ještě v 19. století, do současných rozměrů jej nechal přestavět George Pitt, 1. baron Rivers (1721–1803) v 70. letech 18. století, tehdy také vznikl park. V roce 1817 prodali Pittové zámek státu a jako národní dar byl pak věnován maršálu Wellingtonovi, hrdinovi napoleonských válek.
Druhým významným majetkem rodu byl zámek Boconnoc House v Cornwallu. Zdejší panství koupil v roce 1717 madraský guvernér Thomas Pitt a krátce nato nechal zámek přestavět do současné podoby, Pittům patřil Boconnoc House až do roku 1834. William Pitt starší sídlil ve městě Hayes (nyní součást Velkého Londýna), ale od roku 1766 vlastnil také venkovský dům Burton Pynsent House v hrabství Somerset (toto sídlo musel v roce 1805 prodat jeho syn 2. hrabě z Chathamu kvůli dluhům). Dalším Pittům patřila menší venkovská sídla v různých částech Anglie, například Crows Hall (Suffolk), Forty Hall (Middlesex) nebo Soldon Manor (Devon), vlastnili též nemovitosti v Londýně.

## Odkaz Pittů v geografickém názvosloví

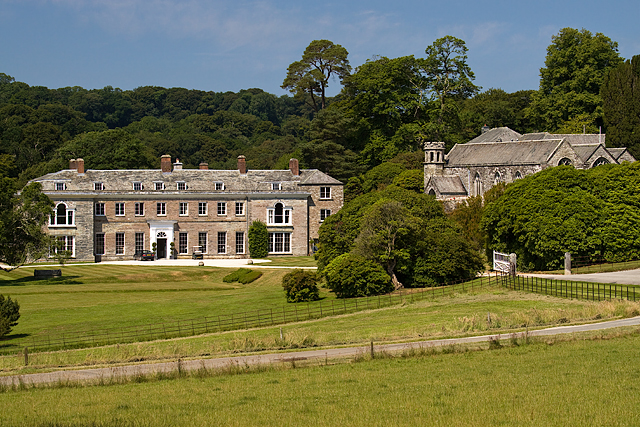
Boconnoc House, sídlo Pittů v letech 1717–1834

V souvislosti se zámořskými objevy a osidlováním nových kolonií byla po významných členech rodu Pittů pojmenována řada lokalit v různých částech světa. Jméno Williama Pitta staršího nesou města Pittsburgh a Pittsfield ve Spojených státech a další menší obce v severní Americe, dále správní celky Pitt Couny a Chatham County v Severní Karolíně. Po Williamu Pittovi mladším byla pojmenována řada ulic v Kanadě a Austrálii. Jméno jeho staršího bratra, hraběte z Chathamu, nesou Chathamovy ostrovy v Tichém oceánu.

## Významné osobnosti
- William Pitt starší (1708–1778)
- George Pitt, 1. baron Rivers (1721–1803)
- Thomas Pitt, 1. baron Camelford (1736–1793)
- John Pitt, 2. hrabě z Chathamu (1756–1835)
- William Pitt mladší (1759–1806)